# Analyse coût-avantage

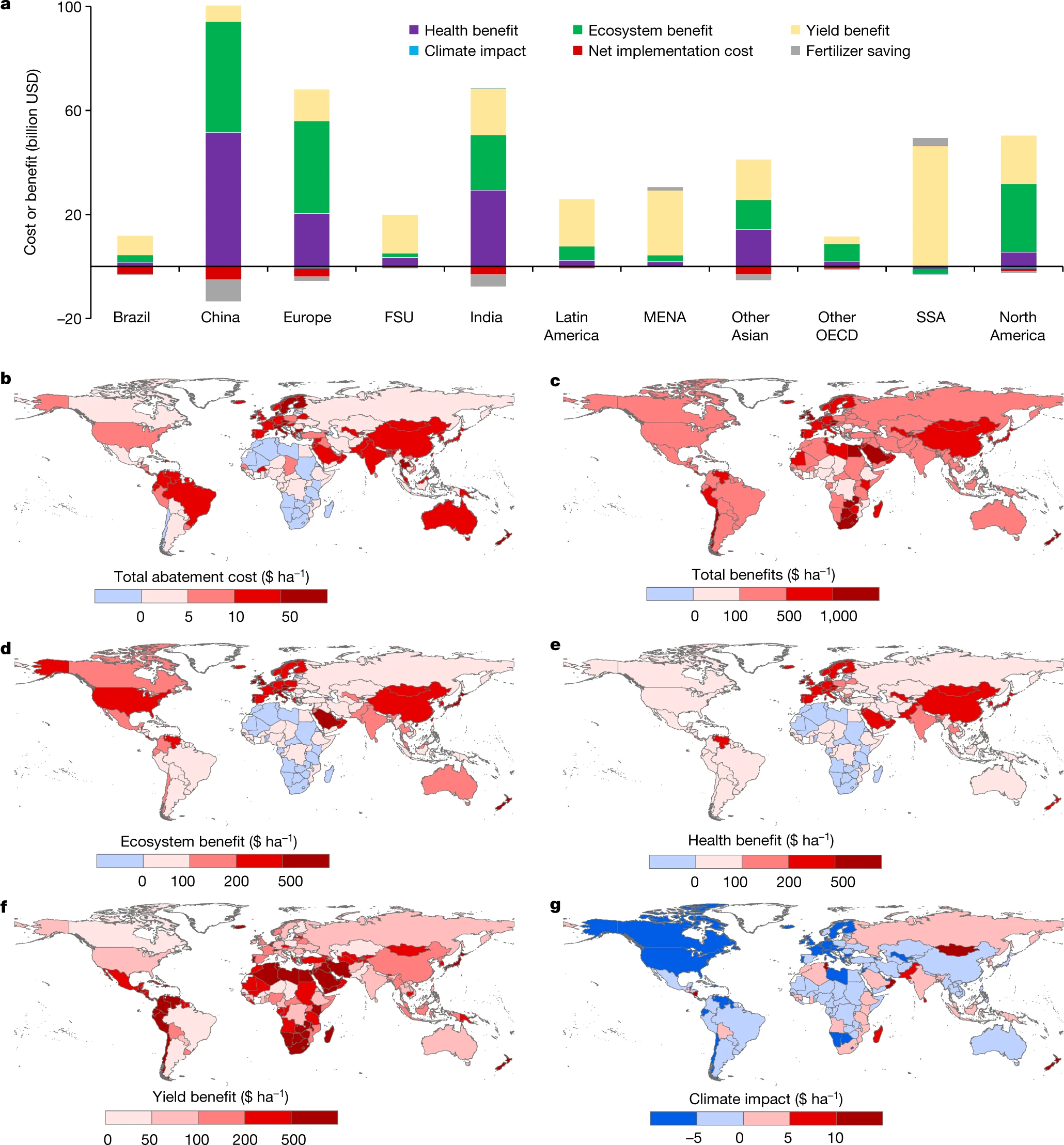
Exemple de graphique d'analyse coût-avantage

L'analyse coût-avantage aussi connue comme analyse de coût-bénéfice est un terme qui renvoie tout à la fois à :
- une méthode formelle que l'on utilise pour aider à estimer ou évaluer le dossier monté pour un projet ou une proposition, ce dossier étant lui-même une « estimation de projet » ;
- une approche informelle pour prendre une décision, quelle qu'elle soit.

Les deux définitions impliquent, explicitement ou pas, de peser le total des coûts attendus face au total des bénéfices escomptés d'une ou de plusieurs actions, afin de déterminer quelle action est la meilleure ou la plus rentable. Cet outil est connu sous l'abréviation ACB, en anglais CBA.
Proches de l'ACB, mais légèrement différentes, les techniques formelles comprennent une analyse rapport qualité-prix et une analyse mesurant la rentabilité des bénéfices.

## Théorie

### Fondement théorique
Soit la fonction d’utilité sociale :
{\displaystyle W=f(u_{1},u_{2},\ldots ,u_{N})}
où {\displaystyle u_{i}} est la fonction d’utilité de l’individu {\displaystyle i(i=1,2,\ldots ,N)} et {\displaystyle N} le nombre d’individus dans la société.
Une variation marginale de l’utilité sociale sera :
{\displaystyle {\mathrm {d} }W=\sum _{i=1}^{N}{\frac {\partial W}{\partial u_{i}}}{{\mathrm {d} }u_{i}}=\sum _{i=1}^{N}{\frac {\partial W}{\partial u_{i}}}\sum _{j=1}^{m}{\frac {\partial u_{i}}{\partial q_{ij}}}{{\mathrm {d} }q_{ij}}}
où {\displaystyle q_{ij}} est la quantité du bien {\displaystyle j} consommée par l’individu {\displaystyle i} et {\displaystyle m} est le nombre de biens.
D’autre part, la théorie du consommateur implique qu’en équilibre l’utilité marginale d’un bien, divisée par son prix ({\displaystyle p_{j}}) donne les mêmes valeurs pour tous les biens et ceci correspond à l’utilité marginale du revenu ({\displaystyle \lambda }) :
{\displaystyle {\frac {\frac {\partial u_{i}}{\partial q_{ij}}}{p_{j}}}=\lambda _{i}={\frac {\partial u_{i}}{\partial y_{i}}}}
où {\displaystyle y_{i}} est le revenu de l’individu {\displaystyle i}.
On peut alors écrire :
{\displaystyle {\mathrm {d} }W=\sum _{i=1}^{N}{\frac {\partial W}{\partial u_{i}}}\lambda _{i}\sum _{j=1}^{m}p_{j}{\mathrm {d} }q_{ij}}
Si la distribution des revenus est optimale alors {\displaystyle {\frac {\partial W}{\partial u_{i}}}\lambda _{i}} est la même pour tous les individus. En désignant par {\displaystyle k} cette constante, on obtient :
{\displaystyle {\mathrm {d} }W=k\sum _{j=1}^{m}p_{j}\sum _{i=1}^{N}{\mathrm {d} }q_{ij}=k\sum _{j=1}^{m}p_{j}{\mathrm {d} }q_{j}}
où {\displaystyle {\mathrm {d} }q_{j}} est la variation de la consommation globale.
On peut calculer la somme de ces variations en termes constants (avec un signe positif pour les valeurs positives et un signe négatif pour les coûts). On a ainsi un critère pour juger des domaines, en particulier les projets publics, où l’étalon du profit ne peut ou ne doit pas être utilisé.

### Taux d’actualisation et effets moins tangibles
Le processus implique le calcul des dépenses initiales et en cours par rapport au rendement escompté. Il est souvent très difficile de construire des mesures plausibles des coûts et bénéfices d'actions spécifiques. En pratique, les analystes essaient d'estimer les coûts et bénéfices soit en faisant une étude, soit en traçant les interférences avec l'évolution du marché. Par exemple, un manager produit peut comparer des dépenses de fabrication et de marketing aux projections de ventes d'un produit donné, et prendre la décision de produire seulement s'il espère un profit qui sera suffisant pour recouper les coûts au bout du compte. L'analyse coût-bénéfice tente de mettre les coûts et bénéfices sur un même niveau. On choisit un taux d'actualisation, qui sert ensuite à estimer tous les coûts et bénéfices futurs en les rapportant à la valeur actuelle. Le taux d'actualisation utilisé pour les calculs de valeur actuelle est simplement un taux d'intérêt pris aux marchés financiers (R.H. Frank 2000).
Lors de l'analyse Coût-Bénéfice, on peut aussi assigner des valeurs monétaires à des effets moins tangibles comme les divers risques qui pourraient contribuer à l'échec total ou partiel du projet : perte de réputation, pénétration du marché, alignements stratégiques de l'entreprise sur le long terme, etc. Ceci est notamment vrai quand les gouvernements utilisent cette technique, par exemple, pour décider s'il faut introduire une législation financière, construire une nouvelle route ou offrir un nouveau médicament pour sa politique de sécurité sociale. Dans ce cas, on doit mettre l'accent sur la vie humaine ou l'environnement naturel, quitte à provoquer une polémique importante. Selon le principe du coût-bénéfice, par exemple, on devrait installer un garde-fou sur une dangereuse route de montagne à condition que le coût en euros d'une telle entreprise soit moins important que le coût implicite en euros des blessés, des morts et des dommages matériels que l'on veut éviter.
Les calculs de coût-bénéfice impliquent toujours d'utiliser la notion de valeur de l'argent dans le temps, notamment à travers le retour sur temps investi (ROTI) On le fait souvent en convertissant les coûts et bénéfices futurs escomptés en une somme alignée sur la valeur actuelle.

## Mise en application
On utilise principalement, mais pas exclusivement, l'analyse coût-bénéfice pour évaluer la valeur de l'argent rapporté par des projets importants, dans les secteurs privé et public. Car ce type de projets tend à inclure des coûts et bénéfices qui sont moins à même d'être exprimés en termes financiers ou monétaires (dommage environnemental par exemple) ainsi que d'autres qui peuvent eux être exprimés en termes monétaires, les organisations du secteur privé ont tendance à utiliser davantage d'autres techniques d'évaluation de projets, comme le taux de rendement, à chaque fois que c'est possible.
L'utilisation de l'analyse coût-bénéfice diffère d'un pays à l'autre et diffère aussi d'un secteur à l'autre (transport, santé) au sein du même pays. Pour citer quelques-unes différences principales, on trouve certains impacts compris comme des coûts et bénéfices lors des évaluations; l'expression plus ou moins fréquente de ces impacts en termes monétaires, et les différences entre pays concernant le taux d'actualisation.

### Transport
C'est dans le secteur des transports que l'on a la mise en application la plus sophistiquée de l'analyse coût-bénéfice.

#### Royaume-Uni
Dans les années 1950 et 1960, on appliquait les techniques de coûts et bénéfices à l'essor du réseau autoroutier. Une application plus ancienne et également plus connue de ces techniques est celle de la ligne Victoria du métro londonien. Les 40 dernières années ont vu le développement graduel des techniques coût-bénéfice, à tel point qu'il existe aujourd'hui des méthodes pointues sur la manière d'évaluer les projets de transport au Royaume-Uni. En 1998, le Ministère des Transports, de l'Environnement et des Régions a introduit la Nouvelle méthode d'évaluation (NATA en anglais). Cela a permis de conjuguer à la fois les résultats en matière de coûts et bénéfices et ceux liés à l'évaluation des impacts sur l'environnement, et de les équilibrer. On a d'abord appliqué la NATA aux questions touchant aux routes nationales, dans la Roads Review de 1998, mais peu à peu on a généralisé son emploi à tous les modes de transport. La NATA est aujourd'hui la pierre angulaire de l'évaluation des transports au Royaume-Uni. Le Ministère des Transports se charge d'entretenir et développer cette méthode. Depuis la mise en place de ces techniques d'analyse, peu de projets majeurs d'infrastructures ont pu être réalisés faute de résultats probants aux tests. Grand nombre de projets de tramway pourtant apportant de nombreux avantages sociétaux ont été rejetés.

#### Union européenne
Le projet HEATCO de l'Union européenne vise à l'harmonisation des approches européennes en matière de coûts de fret et d'évaluation de projet. Il fait partie du 6e Programme-cadre. HEATCO a inspecté les méthodes d'évaluation des transports des différents pays membres de l'Union européenne et a conclu à l'existence de différences significatives entre les pays. L'objectif d'HEATCO est de développer des lignes de conduites pour harmoniser la pratique de l'évaluation des transports au sein de l'UE. heatco.ier.uni-stuttgart.de

#### États-Unis
L'analyse coût-bénéfice est aujourd'hui une discipline enseignée et reconnue aux États-Unis. Le ministère des Transports en Californie fournit une aide détaillée concernant la manière d'appliquer l'analyse coût-bénéfice aux projets de transport.

## Problèmes d'exactitude
L'exactitude des résultats d'une analyse coût-bénéfice dépend de l'exactitude avec laquelle l'estimation des coûts et bénéfices a été faite.
Une revue d'experts dans le domaine de l'exactitude des estimations de coûts dans la planification des infrastructures de transport ont démontré que les coûts réels se sont avérés en moyenne 44,7 % supérieurs aux coûts estimés pour les projets de transport ferroviaire, et 20,4 % supérieurs dans les projets routiers.
En ce qui concerne les bénéfices, une autre revue d'experts a remarqué que le nombre d'usagers réels des transports ferroviaires était en moyenne inférieur de 51,4 % par rapport au nombre d'usagers estimés. Pour la moitié de l'ensemble des projets routiers, la fréquentation estimée était faussée de plus de 20 %.
Des études comparatives indiquent que de telles inexactitudes se retrouvent dans d'autres domaines que celui des transports. Ces études prouvent qu'il faut traiter les résultats des analyses coût-bénéfice avec prudence, car ils peuvent se révéler très trompeurs. En fait, on pourrait dire des analyses coût-bénéfice inexactes qu'elles représentent un risque substantiel dans la planification, car des inexactitudes de cette ampleur peuvent conduire à des décisions totalement inefficaces, comme Pareto, puis plus tard Kaldor et Hicks l’ont démontré dans leurs travaux sur l’optimalité.
Ces résultats (qui sous-estiment presque toujours les données, « à moins d'ignorer les nouvelles approches significatives ») ne doivent pas nous surprendre, puisque de telles estimations :
1. s’appuient beaucoup sur le passé, notamment d'anciens projets. Or ils sont souvent bien différents par leur fonction ou leur ampleur, notamment parce qu'on commence par les projets les plus faciles (donc les moins coûteux) et les plus utiles (donc rentables) ;
2. s’appuient beaucoup sur les membres du projet pour identifier (« se souvenir » des expériences collectives) les inducteurs de coût à retenir ;
3. estiment souvent « à vue de nez » le coût monétaire des éléments intangibles ;
4. sont incapables de dissiper complètement les fréquents parti-pris (conscients ou non) des membres de l'équipe, qui ont souvent un intérêt particulier à prendre la décision d'aller de l'avant, outre la tendance psychologique naturelle de « se montrer optimiste ».

Un autre défi que doit relever l'analyse coût-bénéfice revient à déterminer quels coûts on doit inclure dans une analyse (les inducteurs de coûts significatifs). C'est un point souvent controversé, puisque certaines organisations ou certains groupes d'intérêts peuvent penser qu'il faut inclure ou bien rejeter certains coûts dans une étude.
Ainsi par exemple, lorsque la société Ford a procédé à une ACB après avoir découvert un problème posé par son modèle Pinto (la moindre collision par l’arrière pouvait lui faire prendre feu), elle a estimé, vu le nombre de voitures en circulation et le taux probable d’accidents, qu’elle devait s’attendre à perdre 49,5 millions de $ en réparations financières aux victimes pour cette faute de conception, alors que le rappel des véhicules lui coûterait 137,5 millions de $. Il s’est avéré que ce calcul négligeait les coûts d’une publicité négative, qui se sont pourtant révélés relativement importants, puisque cela a conduit de toute façon au rappel des modèles et à des pertes non négligeables dans les chiffres de vente.